# John Kidd

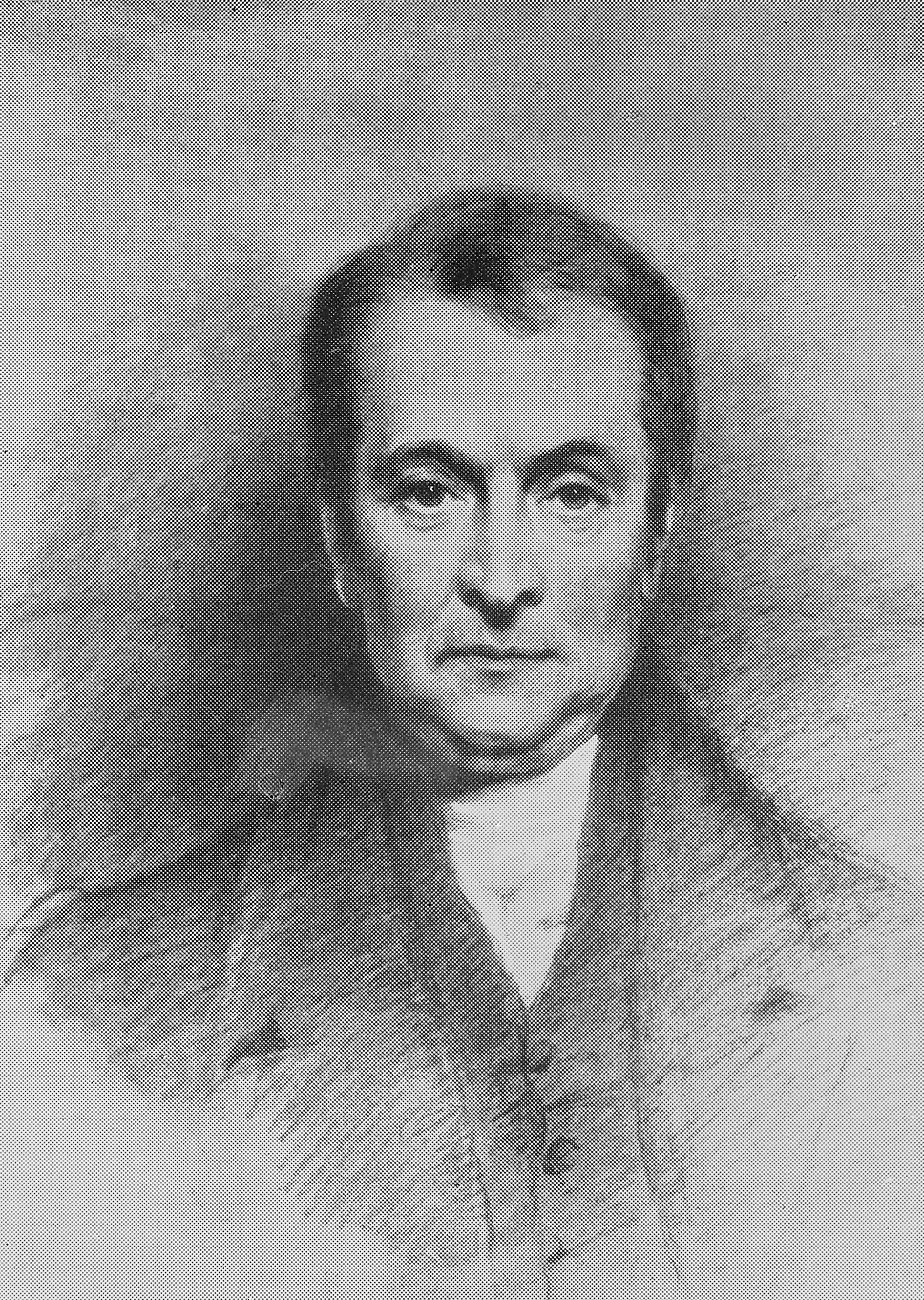
Porträt von John Kidd

John Kidd (* 10. September 1775 in Westminster; † 7. September 1851 in Oxford) war ein englischer Mediziner, Chemiker und Geologe.

## Leben und Wirken
Kidd war der Sohn eines Marineoffiziers (Kapitäns), besuchte die Westminster School in London und studierte am Christ Church College der Universität Oxford mit dem Bachelor-Abschluss 1797. Seine medizinische Ausbildung setzte er am Guy’s Hospital in London fort, wo er ein Schüler von Astley Paston Cooper war. 1800 erhielt er seinen Magister artium, 1801 erhielt er seinen Abschluss in Medizin (M.B.) und 1804 wurde er in Medizin promoviert. 1801 wurde er Reader in Chemie in Oxford und wurde 1803 der erste Aldrichian Professor für Chemie. Außerdem hielt er Vorlesungen über Geologie und Mineralogie in Oxford. Zu seinen Schülern gehörten Charles Daubeny und William Buckland, der seine Nachfolge als Professor für Geologie und Mineralogie antrat. 1818 wurde er Fellow des Royal College of Physicians. In Oxford leitete er auch das lokale Krankenhaus. Kidd war ab 1822 Regius Professor für Medizin an der Oxford University als Nachfolger von Sir Christopher Pegge (1765–1822). 1834 wurde er Verwalter (Keeper) der Radcliffe Library und hielt die Harvey-Vorlesung am Royal College of Physicians.
Er entdeckte 1819 unabhängig von Alexander Garden Naphthalin aus der Destillation von Steinkohlenteer, worüber er 1821 veröffentlichte. 1822 unternahm er die Elektrolyse von Schwermetallsalzen.

## Schriften (Auswahl)
- Outlines of Mineralogy, 2 Bände, 1809
- A Geological Essay on the Imperfect Evidence in Support of a Theory of the Earth. 1815
- On the adaptation of external nature to the physical condition of man: principally with reference to the supply of his wants and the exercise of his intellectual faculties. William Pickering, London 1833 (Digitalisat).
  - 6. Auflage, H. G. Bohn, London 1852 (Digitalisat).